# Аруоя, Вирве Александровна
Вирве Аруоя (эст. Virve Aruoja; 19 февраля 1922 — 15 сентября 2013) — советский и эстонский режиссёр кино и телевидения. Заслуженный деятель искусств Эстонской ССР (1967).

## Биография
Родилась в 1922 году в деревне Садукюла Тартуского уезда в семье педагогов — её отец был директором местной начальной школы, а мать — учителем в той же школе. Вначале пошла по стопам родителей — в 1941 году окончила Тартускую педагогическую семинарию, в 1942—1945 годах училась на филолога в Тартуском университете, работала учителем.
Увлекаясь театром после войны в 1945—1947 годах, окончила драмстудию в Таллине, где её преподавателями были Прийт Пылдроос и Лео Калмет.
В 1947—1949 годах — актриса театра «Ванемуйне» в Тарту.
В 1953 году окончила актёрский факультет ГИТИСа в Москве.
В 1953—1956 годах — актриса таллинского Эстонского государственного академического театра драмы имени В. Кингисеппа.
В 1956—1978 годах работала ассистентом режиссёра, а затем режиссёром на Эстонском телевидении, где, помимо многочисленных телетрансляций и репортажей, сняла 32 телепрограммы и около 15 документальных фильмов, а также 10 художественных телефильмов и телеспектаклей, зачастую сама выступая сценаристом и даже кинооператором.
Наиболее известна как режиссёр первого в СССР телефильма «Актёр Йоллер» (1960). Её фильм «Акварели одного лета» (1966) был отмечен призом по категории художественных фильмов на II-ом Всесоюзном кинофестивале телевизионных фильмов в Москве.
В 1967 году присвоено звание заслуженного деятеля искусств Эстонской ССР.
В 1978 году вышла замуж за шведа, в 1978—1994 годах жила в Швеции, где в 1984 году окончила филологический факультет Уппсальского университета.
Последние годы жизни, вернувшись в Эстонию, провела в Хийумаа.

## Избранная фильмография
- 1960 — Актёр Йоллер / Näitleja Joller (телефильм)
- 1962 — Романтики / Romantikud (телефильм)
- 1965 — С трёх до двенадцати / Kolmest kaheteistkümneni (к/м)
- 1966 — Акварели одного лета / Ühe suve akvarellid (телефильм)
- 1970 — Между тремя поветриями / Kolme katku vahel (телефильм)
- 1974 — Оперный бал / Ooperiball (телефильм-опера)
- 1974 — Цветные сны / Värvilised unenäod (художественный фильм)
- 1976 — Моя жена — бабушка / Minu naine sai vanaemkas (телефильм)
- 1977 — Тёмные аллеи / Hamarad alleed (к/м, телефильм)